# Edificio Esther
El Edificio Esther es un edificio ubicado en la Plaza de la República, en el centro de São Paulo (Brasil). Fue diseñado por los arquitectos Álvaro Vital Brasil, entonces con solo veintiséis años, y Adhemar Marinho (1909-), en 1936 e inaugurado en 1938. El primer edificio moderno de la ciudad, el edificio es un hito de la arquitectura moderna en Brasil y es considerado uno de los edificios más conocidos e importantes de São Paulo. Pionero en uso mixto -una combinación de unidades residenciales y comerciales en una misma torre- cuenta con once pisos y 10 000 m² de área construida, albergando ciento tres oficinas, departamentos simples y dúplex y un restaurante en su terraza.
Su proyecto era muy peculiar, tenía la propuesta de asociar el barrio de la Plaza de la República con los centros comerciales, previendo tiendas, oficinas y viviendas de diferentes tipos. Tenía características muy originales, como el primer gran edificio construido en São Paulo con una estructura independiente.
El Edificio Esther, construido en la década de 1930, estaba compuesto por salas comerciales de diferentes tamaños, capaces de albergar a diferentes profesionales de diferentes carreras, y salas que también podían albergar la oficina de la Usina de Açúcar Esther, salas de contabilidad y superintendencia,, presidencia y sala de reuniones. También había apartamentos que ocupaban las otras plantas del edificio, con un máximo de diez plantas.
Mário de Andrade, finalmente, en un artículo para O Estado de São Paulo, retrata el edificio como uno de los grandes ejemplos de la nueva arquitectura en desarrollo en Brasil en confrontación con el neocolonial, en 1943.

## Historia

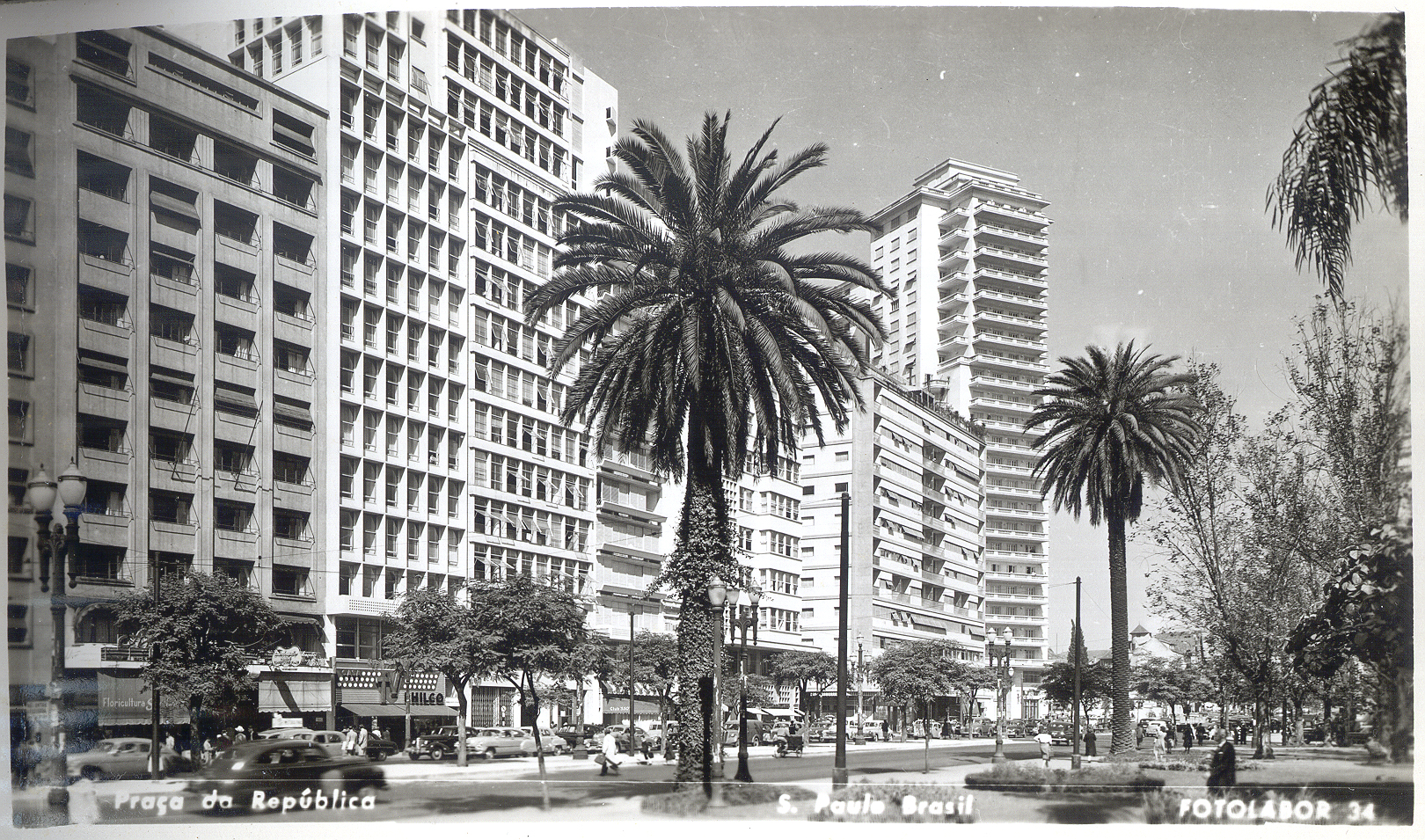
El Edificio Esther en una imagen del siglo XX

Uno de los primeros edificios en seguir los preceptos de la arquitectura moderna en Brasil, el Edificio Esther fue construido para ser la nueva sede de la oficina Usina de Açúcar Esther, originalmente con sede en Cosmópolis, en el interior de São Paulo. El industrial Paulo de Almeida Nogueira, propietario de la empresa, quería un edificio que pudiera albergar diferentes departamentos de la administración de la empresa además de unidades residenciales. Con la construcción de esta moderna construcción en la capital del estado de São Paulo, la familia Nogueira pretendía resaltar su importancia en la economía del estado.
Inaugurado el 9 de abril de 1938, creó dos nuevas calles: las calles Gabus Mendes y Basílio da Gama, contribuyendo también a los edificios que le sucedieron en las calles Sete de Abril, Marconi y Avenida Ipiranga.
El edificio Esther pronto pasó a ser frecuentado por la alta sociedad paulista. Las unidades comerciales fueron ocupadas por abogados, contadores e ingenieros, mientras que las unidades residenciales recibieron bohemios, artistas e intelectuales. El edificio albergó la primera sede del Instituto de Arquitetos do Brasil, el Clube dos Artistas e Amigos da Arte, y un número considerable de pintores, escultores, arquitectos y escritores. Allí vivieron Di Cavalcanti y el legendario periodista y columnista social Marcelino de Carvalho. El arquitecto modernista Rino Levi también tuvo allí su oficina. En la década de 1950, la efervescente discoteca Oasis, ubicada bajo tierra, reunía a intelectuales. El periodista Assis Chateaubriand era uno de los habituales. Fue en reuniones en el sótano de Esther que concibieron el Museo de Arte Moderno de São Paulo.
Actualmente, el edificio alberga oficinas de contabilidad y arquitectura dirigidas por Alvaro Puntoni, un profesional premiado en Sebrae São Paulo. Tiene un restaurante, así como una mezquita musulmana también ubicada en el edificio.

### Los promotores de la construcción
La familia Nogueira, desde el siglo XIX, ya ejercía gran influencia en la economía paulista -eran dueños del Ingenio Esther- y, como ideal de la clase burguesa de la época, siempre pretendieron romper con el pasado y modernizar el progreso.. En ese sentido, la familia participó del Proyecto Grandes Avenidas y fue influenciada en parte por la reformulación del área urbana de São Paulo a finales del siglo XIX y principios del XX.
A partir de ahí, fue asociando una motivación económica al deseo de firmar una "tarjeta de presentación" en la capital paulista que Paulo de Almeida Nogueira impulsó la construcción del Edificio Esther, que fue uno de los primeros edificios verticales de la gran modernización. proyecto en la ciudad que empezaba a materializarse a principios del siglo XX. La intención era que el edificio fuera la nueva sede de sus empresas y que marcara la influencia de los Nogueira en la industrialización y modernización de São Paulo.

### Proyecto
El industrial Paulo de Almeida Nogueira concibió un "concurso cerrado", una especie de convocatoria pública, para que varios arquitectos pudieran presentar sus proyectos arquitectónicos a partir de la idea primordial del propietario. De ahí, el proyecto seleccionado en 1934 fue el de los arquitectos Álvaro Vital Brasil y Adhemar Marinho. Se cree que fueron elegidos en base al factor económico.
El proyecto contó con un gran paralelepípedo con ventanas horizontales, cilindros agregados a las caras más pequeñas y una marquesina que rodea todo el edificio. Las tiras de glasslite negro existentes en el proyecto construido no existían en el anteproyecto.
Debido al tamaño del edificio deseado por Nogueira, decidió que el edificio no solo sería la sede de sus empresas, sino que también estaría compuesto por viviendas y oficinas en diferentes áreas, de modo que hubiera una especie de "autosostenibilidad". del edificio de los ingresos de las rentas. Así, el proyecto preveía la instalación de locales comerciales en la planta baja, oficinas en las tres primeras plantas y viviendas en las plantas 4ª a 10.ª, con algunos dúplex y el ático.
El proyecto, de once plantas, contaba con una planta libre y espacios flexibles a base de losas continuas, de manera que los módulos de trabajo, vestíbulos y oficinas pudieran ser modificados posteriormente según la necesidad de espacio.

### Uso

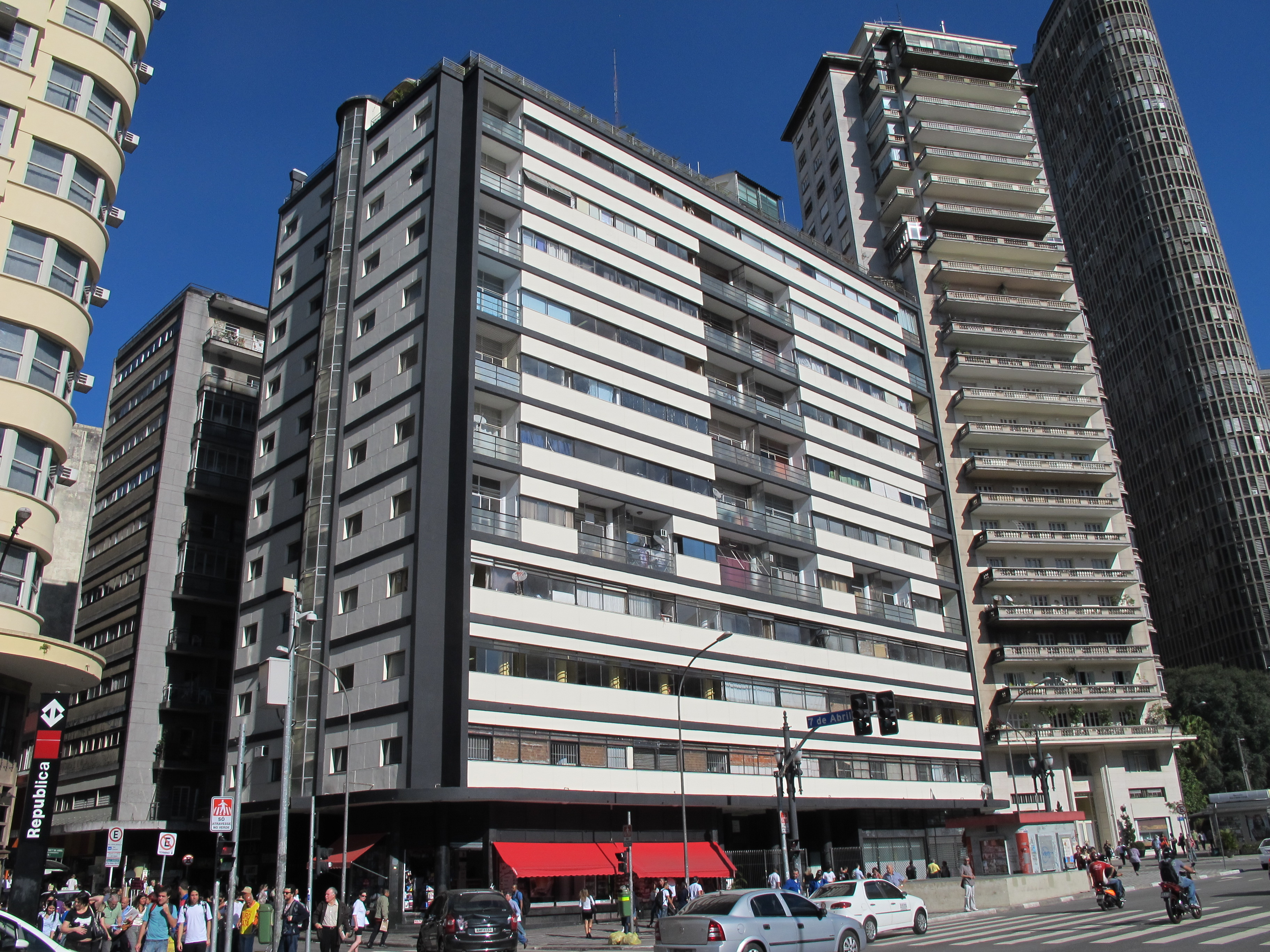
Edificio Esther, julio de 2012, con Edificio São Tomas y Edificio Itália

Después de la inauguración, el Edificio Esther albergó a la fina sociedad de São Paulo. A partir de la década de 1940 comenzaron a vivir allí escritores, periodistas, bohemios, pintores, artistas. Famosos residentes recibían a las celebridades tanto en el ático, donde había un hermosísimo "Rose Garden", que tuvo mucho éxito por su gran belleza, como en el sótano, donde las celebridades eran recibidas en el "Privê Club" que allí existía.
El uso idealizado del edificio pretendía sintetizar las referencias de la región: por un lado, estaba la Avenida São Luis, con más edificios residenciales y, por el otro, la Rua Barão de Itapetininga y la Rua Sete de Abril (São Paulo), llenas de oficios. En otras palabras: el Edificio Esther sería tanto residencial como comercial.
El chef francés Olivier Anquier se interesó en el espacio de la azotea del edificio y se asoció con otros franceses para restaurar el ambiente, construyendo un restaurante, Esther Rooftop, que abrió sus puertas en agosto de 2016.
El edificio cuenta con dos ascensores: el número dos hace un recorrido ininterrumpido hasta la azotea, que ofrece el menú ejecutivo durante el almuerzo y la cena de lunes a sábado: los domingos hay un buffet de brunch.
Anquier tiene planes para abrir una panadería en la planta baja del Edificio Esther en lugar de una casa LAN existente, que probablemente se llamará ''Oliver's Bread World''. El espacio no solo servirá como pasillo para el ascensor del edificio, sino también como zona de espera.
Las divisiones internas del edificio se presentan a continuación: "Así, la planta baja, además de sus arcadas de circulación, también incluye una gran área para comercios; el primer, segundo y tercer piso, destinados a oficinas, tenían sus espacios divididos a voluntad; los el cuarto tiene departamentos de una o dos recámaras; el quinto, sexto, séptimo y octavo departamentos tienen dos o tres recámaras, con cocina y cuarto de servicio; el noveno y décimo incluían cuatro departamentos dúplex; y finalmente, el último piso estaba ocupado por dos penthouses rodeados por terrazas" (Mindlin, 2000, p. 106)

### Decadencia y revitalización
En 1965, el Ingenio Azucarero, para evitar gastos, cambió su dirección nuevamente para el interior del estado de São Paulo. La familia Nogueira dejó de mantener el edificio y vendió todas las unidades.
Poco a poco, el edificio fue descaracterizándose, siguiendo el deterioro del centro de la ciudad. Cuando Sociedade Predial Esther tuvo un fin declarado en los años 1970, los gastos de administración pasaron a los condóminos. Después de unos años, el edificio se descaracterizó, pasando a ser ocupado como casa de vecindad. Se colocaron barandillas a su alrededor para evitar la invasión de personas sin hogar.
Fue casi demolido en los años 1980, pero debido a su importancia histórica y arquitectónica, el Edificio Esther fue catalogado en 1990 por Condephaat, salvando así otro hito en la memoria de la ciudad. En 1988, el Edificio Esther fue catalogado y junto con el Edificio Martinelli fueron los responsables de iniciar un proceso de verticalización de São Paulo. Sin embargo, las propinas no caracterizan necesariamente una política de restauración.
El chef y presentador francés Olivier Anquier vivía en un ático, ahora transformado en restaurante, Esther Rooftop, en sociedad con su hermano Pierre y el chef Benoit Maturin, también francés. Hay otro restaurante en el segundo piso, con capacidad para 150 personas. Está en proceso de restauración, con proyecto de Eduardo Colonelli. El edificio aún alberga algunas pequeñas oficinas de contabilidad y arquitectura.

## Arquitectura

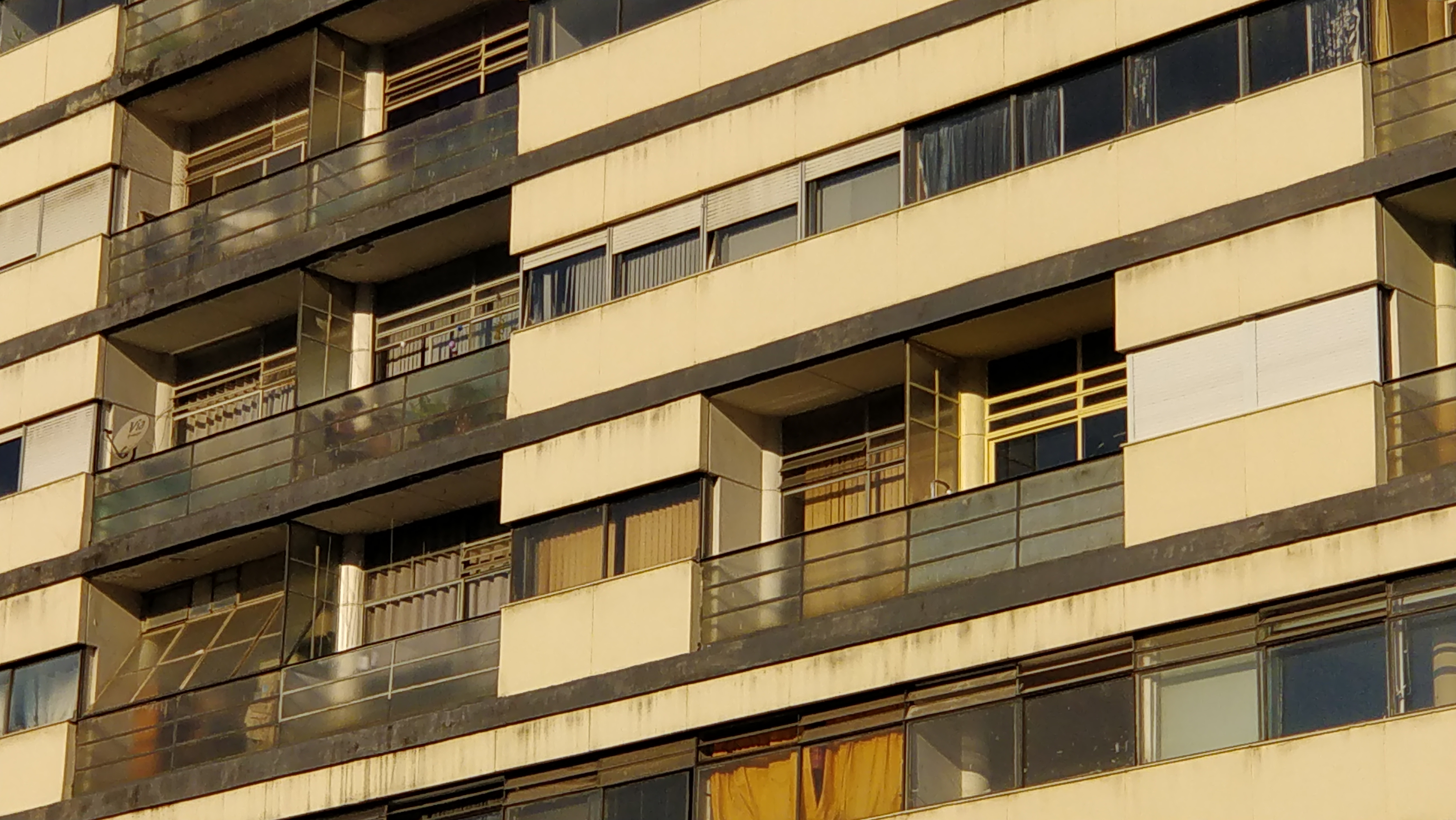
Detalle de los balcones

De acuerdo con los deseos de los propietarios, la familia Nogueira, y con una arquitectura inspirada en los ideales de la Bauhaus, Vital Brazil y Adhemar Marinho buscaron hacer una construcción multifuncional, donde la vida urbana pudiera reproducirse: vivienda, trabajo, ocio reunidos en un solo edificio. Fue un proyecto innovador para la época: sus once pisos contrastaban con los edificios vecinos, que no pasaban del 3er piso - la verticalización era símbolo de su Modernidad. También contribuyó a difundir la idea de que vivir en un edificio de departamentos era algo diferente a vivir en un inquilinato insalubre.
Desde temprana edad, Vital Brasil expuso sus preferencias por el racionalismo arquitectónico con la influencia de grandes nombres de la arquitectura, como Frank Lloyd Wright y Le Corbusier.
Su planta enfatiza las áreas abiertas, buscando organizar la circulación y acentuando la comunicación entre el interior y el exterior del edificio; terraza jardín ; ventanas contiguas; Pilotis y fachada geométrica en negro y amarillo pajizo completan el conjunto. Algunos de los Apartamentos tienen hasta 400m². En las áreas comunes, los pisos y paredes son de mármol y hay candelabros de cristal. Incluso la forma en que se planteó fue nueva, con el uso racional de los materiales, métodos de construcción económicos (utilizando losas y hormigón ) y con pocos ornamentos externos, en diálogo con la tecnología y la estética industrial.
La ubicación también es importante. Integrado a la histórica Plaza de la República, adyacente al edificio del Instituto de Educación Caetano de Campos (ahora sede del Departamento de Educación del Estado) y edificios diseñados por Rino Levi y Oscar Niemeyer.